# Whitecourt
Whitecourt är en ort i Kanada.   Den ligger i provinsen Alberta, i den centrala delen av landet, 3 000 km väster om huvudstaden Ottawa. Whitecourt ligger 689 meter över havet och antalet invånare är 8 763. Whitecourt Airport ligger nära orten. 
Terrängen runt Whitecourt är huvudsakligen platt, men söderut är den kuperad. Whitecourt ligger nere i en dal.Runt Whitecourt är det ganska tätbefolkat, med 199 invånare per kvadratkilometer..
I omgivningarna runt Whitecourt växer i huvudsak blandskog.